# USS Salem (CA-139)
Pour les autres navires du même nom, voir USS Salem.

L'USS Salem, pennant number CA-139), est le deuxième croiseur lourd de la classe Des Moines achevé pour la United States Navy après la seconde guerre mondiale.
L'USS Salem fut mis sur cale aux Chantier naval Fore River de la Bethlehem SB Co à Quincy, le 7 avril 1945, et il fut lancé le 25 mars 1947. Mis en service en 1949, il fut le dernier croiseur lourd au monde à entrer en service. Il subit plusieurs modifications au cours de sa carrière (modernisation des radars, climatisation et réduction de l'armement secondaire) et a été désarmé en 1959, après avoir servi dans l'Atlantique et en Méditerranée. Il fut placé en réserve durant l'année 1961, avant d'être radié en 1992.
Il est maintenant un navire musée flottant ouvert au public à l'United States Naval Shipbuilding Museum de Quincy dans le Massachusetts.

## La classe Des Moines
L'USS Newport News (CA-148), l'USS Des Moines (CA-134) et l'USS Salem appartenaient à la classe Des Moines, une série de croiseurs lourds mis sur cale en 1945, lancés en 1946-1947 et mis en service en 1948-1949.
Dix autres croiseurs de la même catégorie avaient été programmés par l’US Navy, mais leur construction fut annulée après la cessation des hostilités avec le Japon.

## Cinéma
L'USS Salem a eu l'occasion de jouer le rôle du cuirassé de poche allemand Admiral Graf Spee lors du tournage du film britannique La Bataille du Rio de la Plata, réalisé en 1956.

## Navire musée
Conservé de nos jours en tant que musée flottant à l'United States Naval Shipbuilding Museum à Quincy dans le Massachusetts, le Salem est le seul croiseur lourd de l’US Navy officiellement préservé.

## Galerie

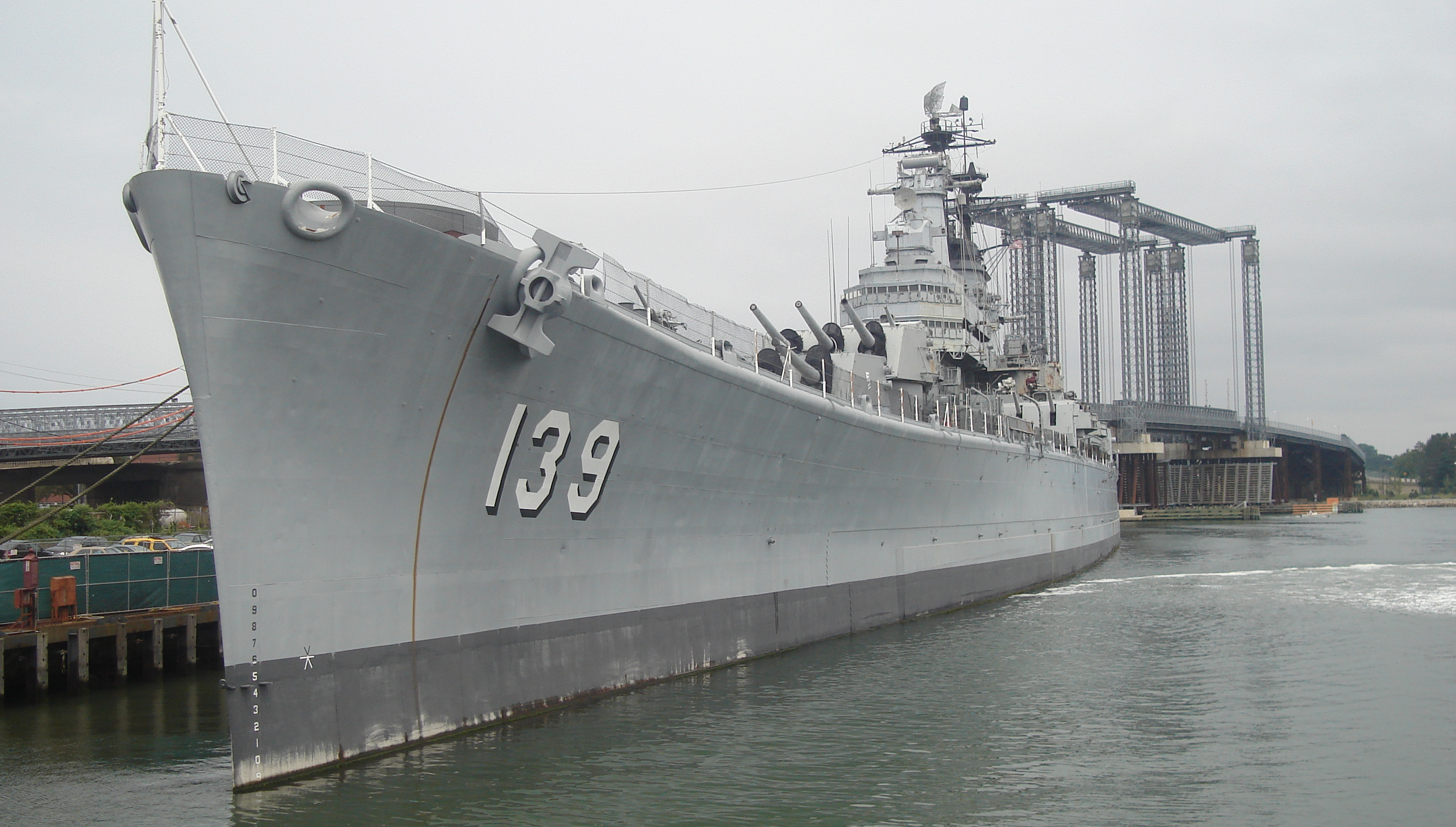
USS Salem à l'United States Naval Shipbuilding Museum à Quincy, Massachusetts
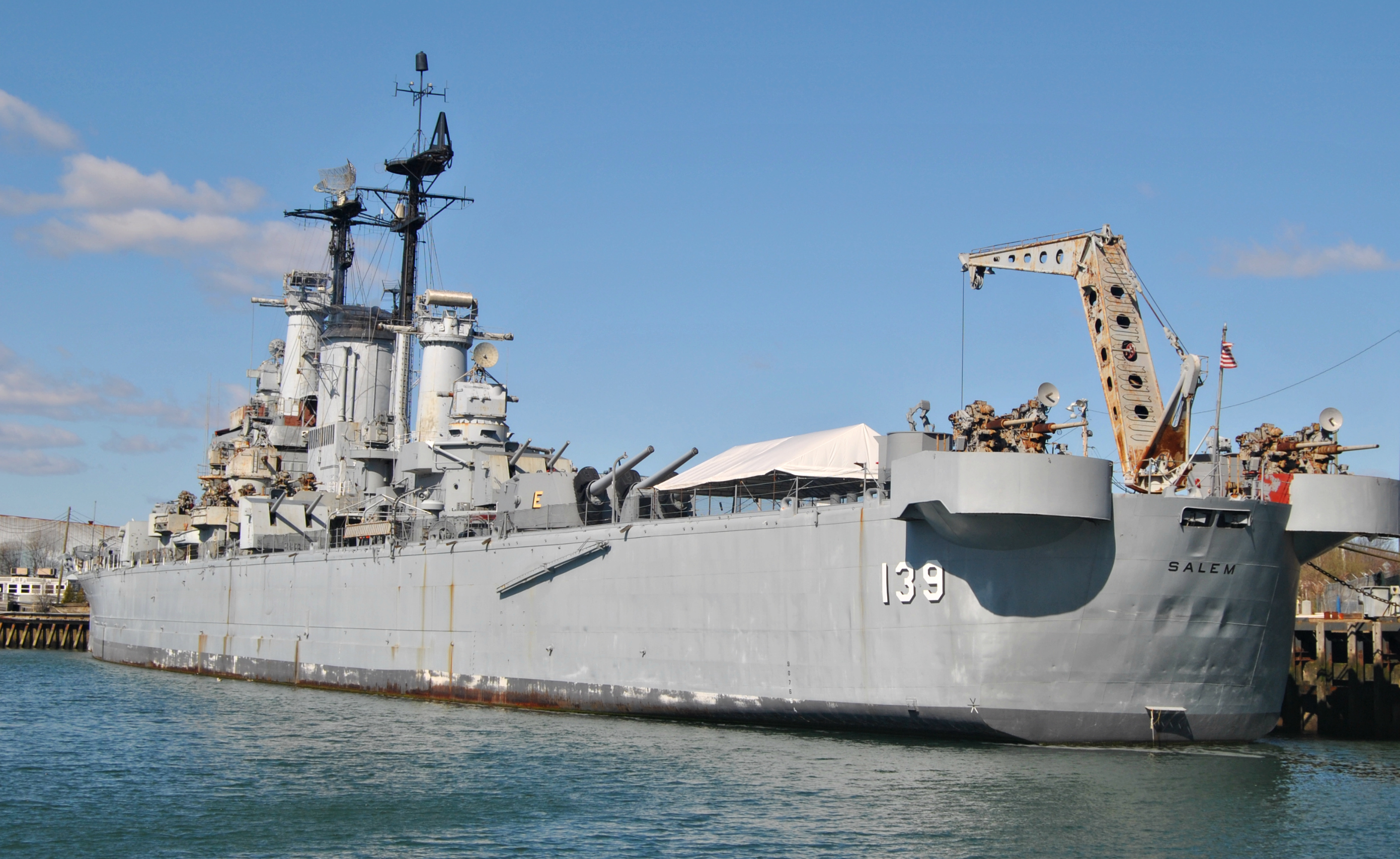
Vue du Salem
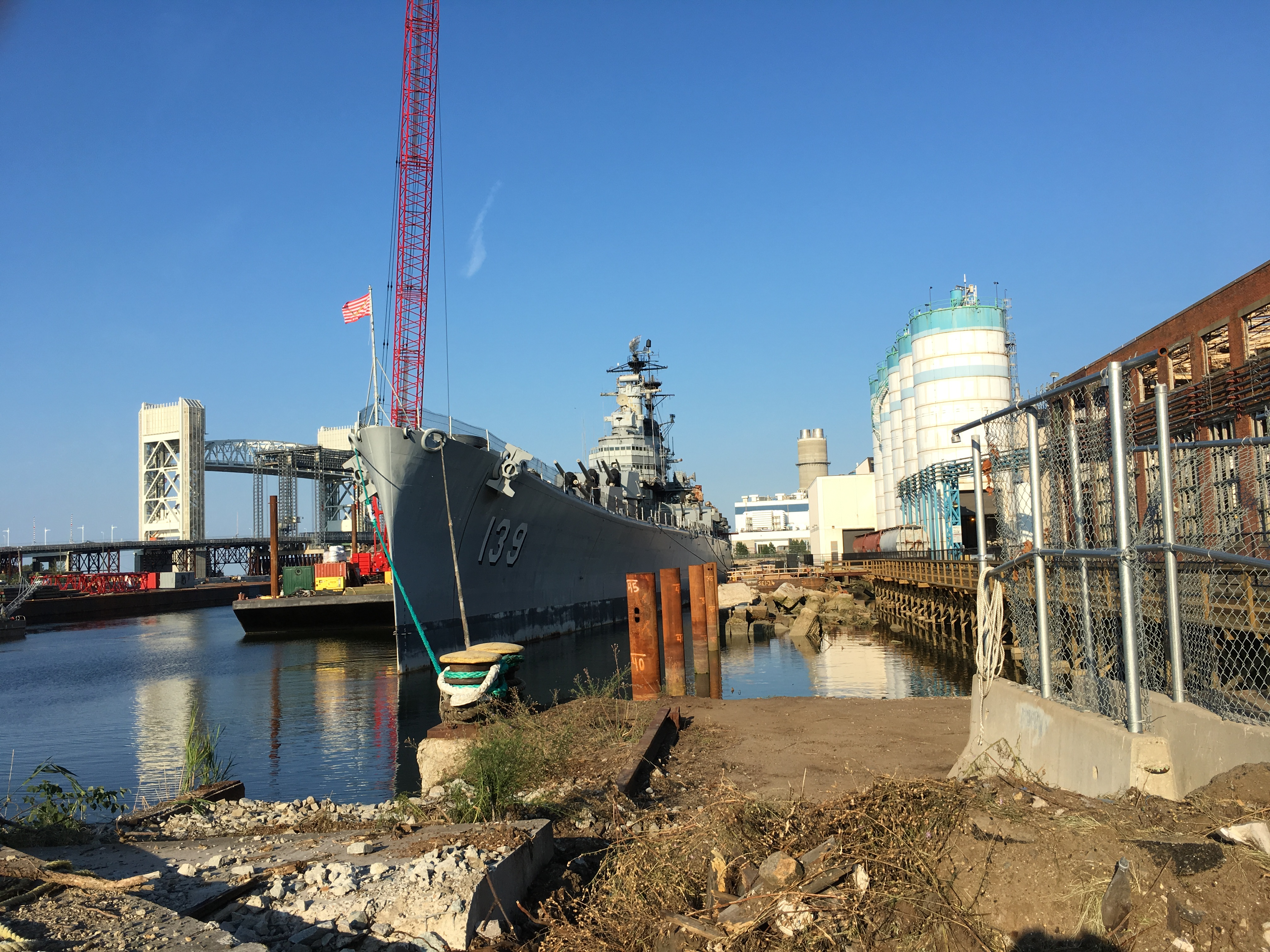
Salem  vue de face
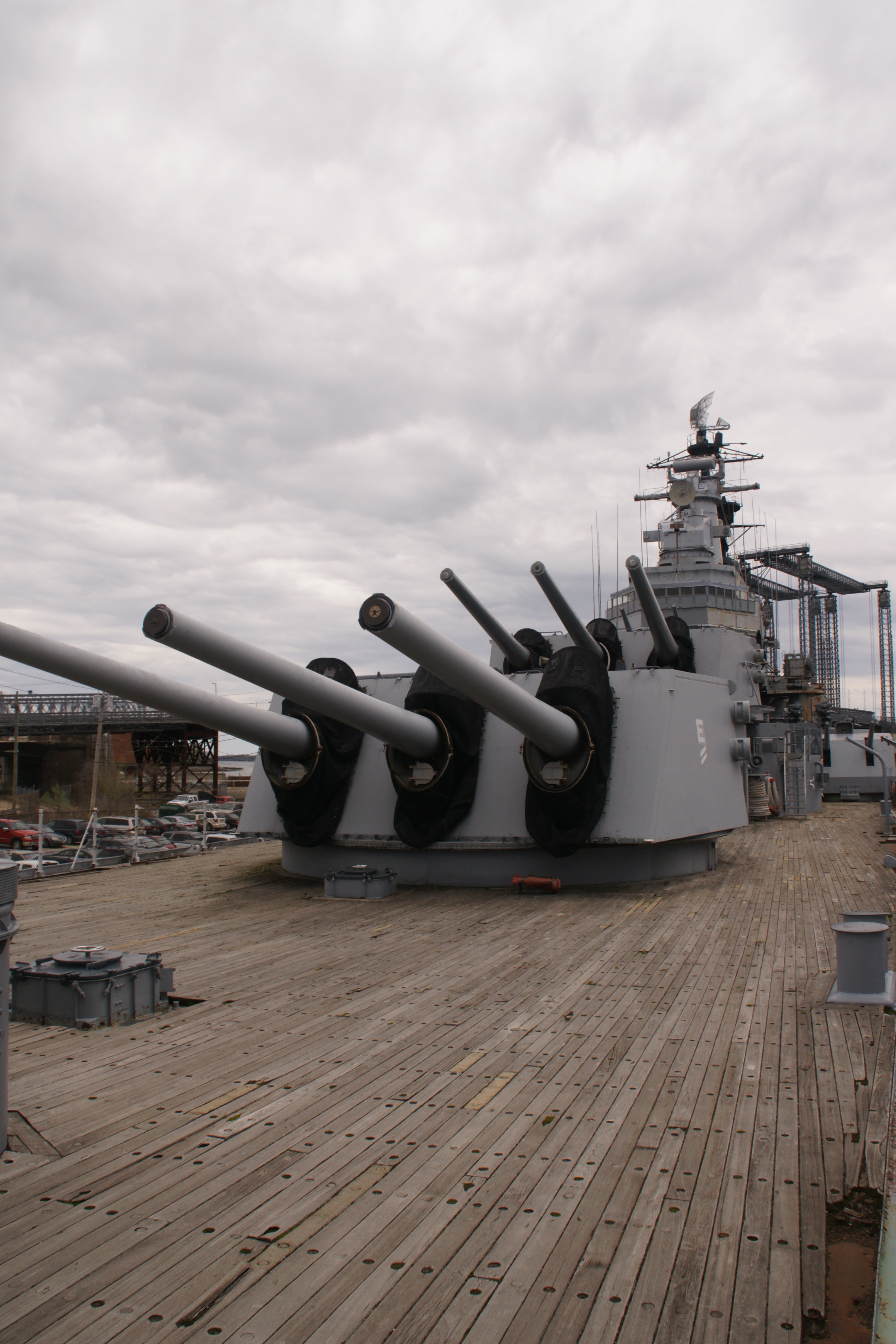
Triple canon de 200 mm
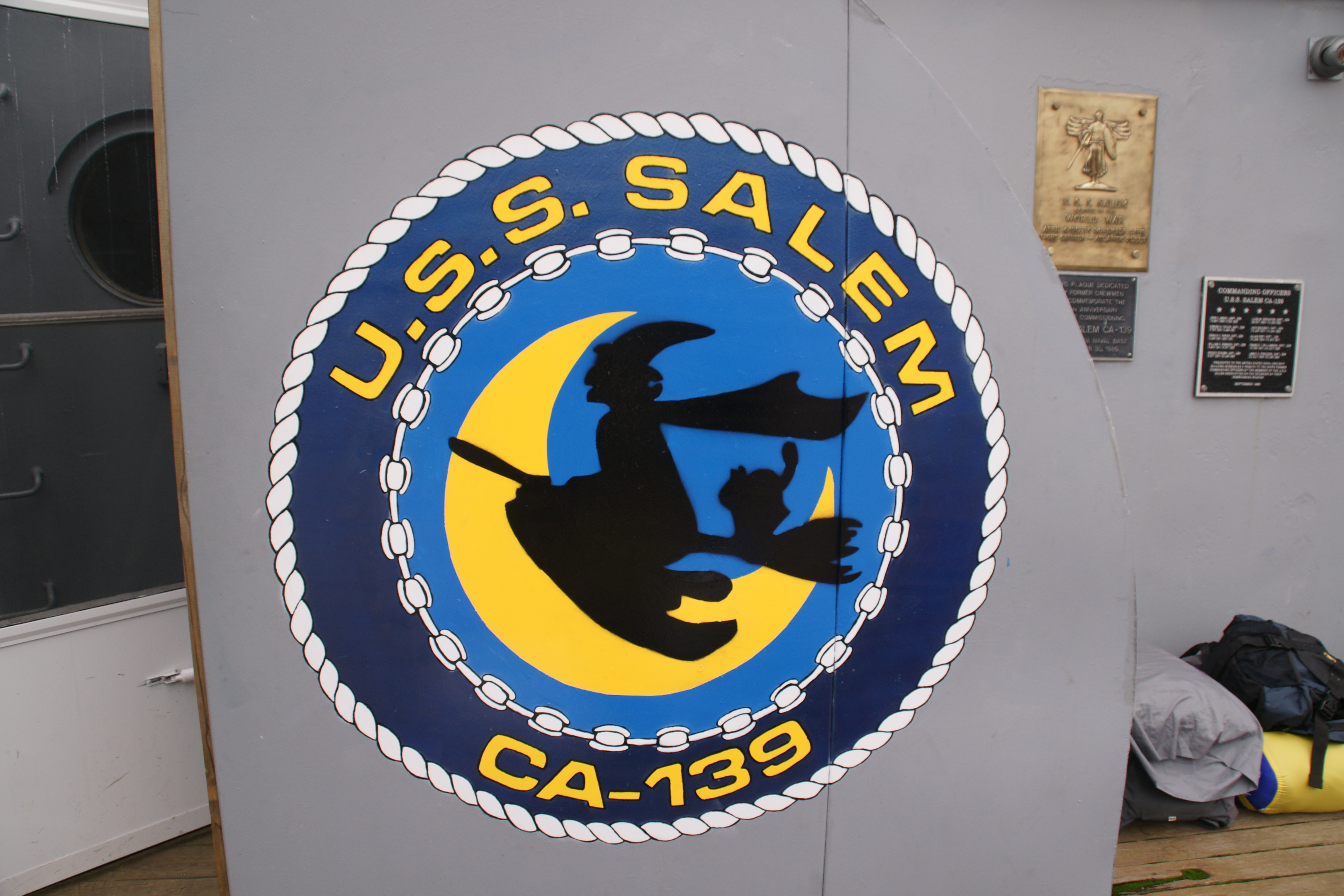
Sceau du Salem'